# Ana de Sousa
Ana de Sousa, née le 23 avril 1985 à Lisbonne, est une handballeuse internationale portugaise qui évolue au poste d'arrière.

## Carrière
Après un parcours qui la voit évoluer dans cinq pays différents, Ana de Sousa joue pour le club du Havre AC Handball de 2011 à 2015, où elle devient l'une des meilleures arrières du championnat de France et remporte une coupe Challenge en 2012.
En 2013, lors de la Nuit du handball, elle est élue meilleure arrière droite du championnat de France.
Libérée par son club après la relégation en deuxième division, Ana de Sousa quitte Le Havre à l'été 2015 pour Chambray, également en 2e division.

## Palmarès
compétitions internationales
- vainqueur de la coupe Challenge en 2012 avec Le Havre AC Handball
- finaliste de la coupe d'Europe des vainqueurs de coupe en 2011

compétitions nationales
- championne de Slovénie en 2010[5]
- vainqueur de la coupe de Slovénie en 2010
- championne du Portugal en 2005 et 2006[5]
- vainqueur de la coupe du Portugal en 2005 et 2006